# Putna (okręg Suczawa)

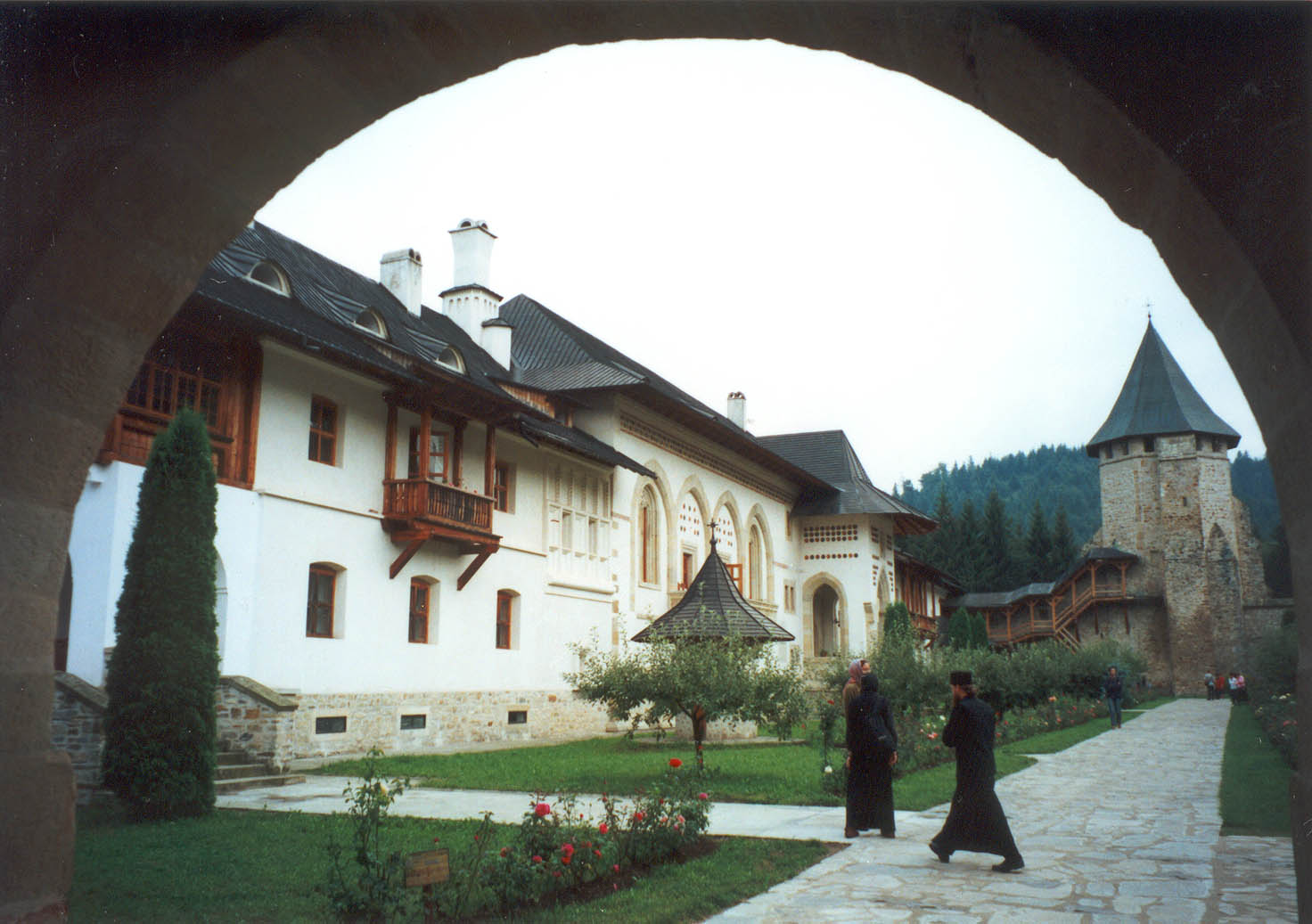
Monastyr

Putna – wieś w Rumunii, w okręgu Suczawa, w gminie Putna. W 2011 roku liczyła 2271 mieszkańców. Miejscowość jest położona w północnej części Mołdawii, na Bukowinie, w pobliżu granicy z Ukrainą.
W Putnej znajduje się obronny monastyr z cerkwią pod wezwaniem Zaśnięcia Bogurodzicy z XV w., fundacja Stefana Wielkiego, kilkakrotnie odbudowywany po zniszczeniach, stanowiących jedno z historycznych sanktuariów Rumunii (m.in. pochowany został tu fundator, Stefan Wielki, uznany przez rumuńską cerkiew prawosławną za świętego). 
Oprócz monastyru we wsi znajduje się drewniana cerkiew pod wezwaniem Ofiarowania Matki Bożej w Synagodze, według tradycji ufundowana przez pierwszego historycznego wojewodę mołdawskiego Dragosza w 1353 r. w Volovăț i przeniesiona tutaj w 1468 r. w ciągu jednej nocy w obliczu niebezpieczeństwa tureckiego. Miała ona m.in. służyć tutejszym mnichom podczas budowy monastyru. Faktyczna data budowy cerkwi nie jest znana. Cerkiew była wielokrotnie restaurowana i rozbudowywana: m.in. w 1778 r. dodano przedsionek.
W pobliżu istnieje także tzw. "pustelnia Daniły" – miał ją zamieszkiwać eremita o tym imieniu, którego odwiedzał m.in. Stefan Wielki i który miał zainspirować władcę do budowy tutejszego monastyru, a także monastyru Voroneț.
We wsi obok ludności rumuńskiej zamieszkuje także niewielka mniejszość niemiecka, pozostałość liczniejszej kolonii niemieckiej, która zamieszkiwała tę wieś jeszcze w XIX w. Putna, która ma połączenie kolejowe z Suczawą, stanowi dobry punkt wypadowy do wycieczek w okoliczne góry.